# (251627) Joyceearl
(251627) Joyceearl est un astéroïde de la ceinture principale.

## Description
(251627) Joyceearl est un astéroïde de la ceinture principale. Il fut découvert le 2 mai 2010 aux États-Unis par le programme WISE. Il présente une orbite caractérisée par un demi-grand axe de 3,13 UA, une excentricité de 0,21 et une inclinaison de 22,6° par rapport à l'écliptique.

## Compléments